# Stopur
Et stopur er et måleinstrument, et specialiseret ur beregnet til at udmåle vilkårlige tidsrum: Modsat normale ure der "går" hele tiden, og idéelt set følger det samme klokkeslæt, er et stopur indrettet så det kan startes og stoppes på vilkårlige tidspunker. Og mens normale ure oplyser om det aktuelle klokkeslæt, viser et stopur det tidsrum der er forløbet fra uret blev startet til det blev stoppet igen.

## Håndholdte stopure
Et stopur er almindeligvis et håndholdt instrument, enten mekanisk (med en fjeder der skal trækkes op med jævne mellemrum), eller elektronisk (drevet af et elektrisk batteri). Uret startes ved et tryk på en knap når det målte tidsinterval starter, og det er som regel også samme knap der skal bruges igen når det målte interval slutter.
Mange af de håndholdte stopure, herunder næsten samtlige af den elektroniske slags, har endnu en knap som bruges til at tage "mellemtider": Mens uret er i gang, kan man med denne knap "lyn-fryse" udlæsningen og aflæse den forløbne tid i nogenlunde "ro og mag", mens tidtagningen fortsætter. Dette kan bruges til at måle to tidsrum der starter samtidigt.

## Elektronisk udløsning
Nøjagtigheden af de manuelt betjente håndholdte stopure afhænger af hvor præcist "operatøren" får trykket på de relevante knapper. For at slippe af med denne kilde til måleusikkerhed, kan man i stedet for knapper bruge forskellige former for sensorer der direkte registrerer når det udmålte tidsrum starter og slutter.
| Artikelstump | Spire Denne artikel om måleinstrumenter er en spire som bør udbygges. Du er velkommen til at hjælpe Wikipedia ved at udvide den. |

- Wikimedia Commons har flere filer relateret til Stopur